# Fiore Manni
Fiore Manni (Roma, 7 ottobre 1988) è una blogger, conduttrice televisiva e scrittrice italiana.

## Biografia
È figlia di Fiorenza Tessari e Alberto Manni e nipote di Lorella De Luca e Duccio Tessari. Nata e cresciuta a Roma, vince una borsa di studio presso l'Istituto Europeo di Design (IED), con indirizzo fashion design, conseguendo poi la specialistica in progettazione uomo. Nel 2011, mentre frequenta lo IED, viene scelta per la conduzione di Camilla Store, un programma televisivo prodotto da Magnolia e DeA Kids e trasmesso su Super!.
Dal 2013 al 2016 ha lavorato con la casa editrice De Agostini pubblicando diversi titoli legati al brand Camilla Store quali Lo stile dei tuoi Sogni (2013), Lo stile giusto per ogni occasione (2015), La tua collezione di moda (2015), Disegna con Fiore (2015), Stilista con Fiore (2016), Disegna con Fiore vol.2 (2016), Il diario di Fiore (2016).
Dopo aver abbandonato definitivamente la carriera di conduttrice per diventare scrittrice a tempo pieno, Il 22 maggio 2018 pubblica il suo primo romanzo per ragazzi con la Rizzoli, Jack Bennet e la chiave di tutte le cose. Il 24 settembre 2019 esce il suo secondo libro, seguito del primo, Jack Bennet e il viaggiatore dai mille volti, edito sempre da Rizzoli. A settembre 2020 esce Mask'd, edito da Star Comics, scritto a quattro mani insieme al marito Michele Monteleone, sceneggiatore. Nel 2021 escono invece Nel buio della casa, scritto insieme al coniuge Michele ed edito da Sperling & Kupfer, e Come le cicale da Rizzoli. L'anno successivo escono Il fiume del tempo da Emons Edizioni e Amore, sesso e altre cose così, scritto da lei e Elena Peduzzi, nuovamente per Rizzoli.
Nel luglio 2023 organizza col marito un crowdfunding sulla piattaforma Kickstarter, che raggiunge l'obiettivo monetario in circa quattro ore. Il progetto è un romanzo breve scritto a quattro mani con lo stesso Monteleone, parzialmente ispirato a vicende biografiche.

## Vita privata
Nel maggio 2021, attraverso i suoi canali social, fa coming out dichiarando di essere pansessuale e di essere stata sposata con una donna con cui è stata insieme 12 anni; raccontando inoltre di tutte le difficoltà affrontate in campo lavorativo a causa del suo orientamento sessuale.
Il 23 settembre 2021, ha sposato lo sceneggiatore Michele Monteleone.

## Opere

### Romanzi
- Jack Bennet e la chiave di tutte le cose, Rizzoli, 22 maggio 2018, ISBN 9788817101202.
- Jack Bennet e il viaggiatore dai mille volti, Rizzoli, 24 settembre 2019, ISBN 9788817118996.
- Come le cicale, Rizzoli, 25 maggio 2021, ISBN 9788817118996.
- con Michele Monteleone;  Nel buio della casa, Sperling & Kupfer, 12 ottobre 2021, ISBN 9788820072568.
- con Elena Peduzzi;  Amore, sesso e altre cose così, Rizzoli, 17 maggio 2022, ISBN 9788817162418.
- Il re delle volpi, Rizzoli, 17 ottobre 2023, ISBN 9788817174268
- Il tempo delle volpi, Rizzoli, 22 Ottobre 2024, ISBN  9788831816830

### Fumetti
- 4 o'clock. Patetico, Shockdom, 19 ottobre 2015, ISBN 9788896275733.
- con Michele Monteleone (testi), Ilaria Catalani (disegni); Mask’d - The Divine Children, Star Comics, 23 settembre 2020, ISBN 9788822619990.

### Camilla Store
- Lo stile dei tuoi sogni, 2013, ISBN 885112566X
- Lo stile giusto per ogni occasione, 2015, ISBN 8841897422
- Disegna con Fiore, 2014, ISBN 8851121052
- La tua collezione di moda, 2014, ISBN 8851121060
- Disegna con Fiore, 2015, ISBN 885112566X
- Stilista con Fiore, 2016, ISBN 8851138435
- Disegna con Fiore vol.2, 2016, ISBN 9788851138448
- Il diario di Fiore, 2016, ISBN 8851140421

## Filmografia

### Cortometraggi
- Gemelline, regia di Filippo D'Antoni (2006)

### Podcast
- Batman - Un'autopsia (Spotify, 2022)

## Televisione
- Camilla Store (Super!, 2011-2016)
- Disegna con Fiore (Super!, 2012)
- Camilla Store Best Friends (Super!, 2014)
- La posta di Fiore (Super!, 2016)

## Riconoscimenti
- Premio Asti d'Appello Junior 2019 per Jack Bennet e la chiave di tutte le cose
- Premio Castello 2019 per Jack Bennet e la chiave di tutte le cose